# Cigaritis myrmecophila
Cigaritis myrmecophila är en fjärilsart som beskrevs av Dumont 1922. Cigaritis myrmecophila ingår i släktet Cigaritis och familjen juvelvingar. Inga underarter finns listade i Catalogue of Life.